# Afitti jezik
Afitti jezik (affitti, dinik, ditti, unietti; ISO 639-3: aft), jezik zapadne skupine istočnosudanskih jezika, nilsko-saharske porodice, kojim govori oko 4 500 ljudi (1984 R. Stevenson) u planinama Nuba istočno od Jebel ed Daira, Sudan. Glavno središte je Sidra.

## Vanjske poveznice
- Ethnologue (14th)
- Ethnologue (15th)